# Sojuz T-7
Sojuz T-7 byla sovětská kosmická loď řady Sojuz z roku 1982, která se svou posádkou absolvovala let na Saljut 7, sovětskou orbitální stanici na oběžné dráze Země. Na palubě byla také 2. žena ve vesmíru, Světlana Savická.

## Posádka

### Pouze start
- Leonid Popov, velitel
- Alexandr Serebrov, palubní inženýr
- Světlana Savická, kosmonaut-výzkumník

### Pouze přistání
- Anatolij Berezovoj, velitel
- Valentin Lebeděv, palubní inženýr

## Průběh letu
Kosmická loď s tříčlennou posádkou odstartovala z kosmodromu Bajkonur 19. srpna 1982. Loď měla přidělen volací znak DNĚPR. O 25 hodin později se připojila k orbitální stanici Saljut 7, kde již byla připojená z druhé strany loď Sojuz T-5. Zatímco posádka se ze stanice vrátila v Sojuzu T-5, tak v Sojuzu T-7 se vrátili jiní kosmonauti, Berezovoj s Lebeděvem.